# Headland (Alabama)
Headland és una població dels Estats Units a l'estat d'Alabama. Segons el cens del 2000 tenia 3.523 habitants.

## Demografia
Segons el cens del 2000, Headland tenia 3.523 habitants, 1.423 habitatges, i 1.027 famílies. La densitat de població era de 84,9 habitants/km².
Dels 1.423 habitatges en un 33,1% hi vivien nens de menys de 18 anys, en un 50,5% hi vivien parelles casades, en un 18,7% dones solteres, i en un 27,8% no eren unitats familiars. En el 25,7% dels habitatges hi vivien persones soles el 12% de les quals corresponia a persones de 65 anys o més que vivien soles. El nombre mitjà de persones vivint en cada habitatge era de 2,47 i el nombre mitjà de persones que vivien en cada família era de 2,94.
Per edats la població es repartia de la següent manera: un 25,9% tenia menys de 18 anys, un 8,1% entre 18 i 24, un 26,8% entre 25 i 44, un 24,3% de 45 a 60 i un 14,8% 65 anys o més.
L'edat mediana era de 37 anys. Per cada 100 dones hi havia 84,5 homes. Per cada 100 dones de 18 o més anys hi havia 77,7 homes.
La renda mediana per habitatge era de 34.388 $ i la renda mediana per família de 42.150 $. Els homes tenien una renda mediana de 33.500 $ mentre que les dones 20.165 $. La renda per capita de la població era de 17.069 $. Aproximadament el 10,6% de les famílies i el 14,7% de la població estaven per davall del llindar de pobresa.

## Poblacions més properes
El següent diagrama mostra les poblacions més properes.